# Pokoli futam
A Pokoli futam (eredeti cím: Vehicle 19) 2013-as amerikai thriller, amit Mukunda Michael Dewil írt és rendezett. A főszerepben Paul Walker és Naima McLean látható. A filmet a SudioCanal készítette, és a VVS cég forgalmazta. 
2013. február 7.-én mutatták be Dél-Afrikában, június 14-én pedig az Amerikai Egyesült Államokban. 
A Rotten Tomatoes oldalán 25 értékelés alapján 24%-ra értékelték. A bruttósított bevétele világszerte összesen 2 145 231 dollár.

## Cselekmény
A film Johannesburgban (Dél-Afrika) játszódik. Egy amerikai állampolgár, Michael Woods (Paul Walker), aki nemrég szabadult a börtönből, szeretné helyrehozni az életét, hogy visszaszerezze szerelmét. Ám hamarosan bajba keveredik egy kölcsönzőből bérelt autóval, aminek csomagtartójában egy nő van megkötözve. Odáig fajul a helyzet, hogy korrupt rendőrök, majd az egész város célpontjává válik...

## Szereplők
- Paul Walker - Michael Woods (Bozsó Péter)
- Naima McLean - Rachel Shabangu (Nemes Takách Kata)
- Gys de Villiers - Smith nyomozó (Barbinek Péter)
- Leyla Haidarian - Angelica Moore
- Tshepo Maseko - Hadnagy
- Andrian Mazive - Benji (Varga Rókus)
- Welile Nzuza - Mohawk
- Mangaliso Ngema - Bíró
- Ernest Kubayi - Drogbáró
- Elize Van Niekerk - autókölcsönzőben a recepciós